# Гатьки (археологический памятник)
Гатьки (Гацьки) — археологический памятник — городище и поселение. Располагается в одноимённом селе вблизи г. Бельск-Подляски Подляского воеводства (Польша). Первые следы заселения связаны с периодом среднего и позднего каменного века, а также ранней эпохи бронзового века. В 5-4 веках до н. э. на городище проживало население поморско-подклёшевой культуры, с 1 века до н. э. и до 1 века н. э. в окрестности городища существовали поселения зарубинецкой культуры и немецкой ясторфской культуры.
Следующий период заселения (6-10 века н. э.) связан с восточно-славянскими племенами, которые имели своё поселение на севере от городища, а территорию городища использовали как кладбище. В 11 веке на городище построено укрепление. Здесь исследовано углубленное жилое здание с печкой-каменкой и открыты деревянные конструкции 11-12 веков. В окрестностях Бельск-Подляски найдено также раннесередневековое городище.